# Сендерборг
Сендерборг (дан. Sønderborg) је значајан град у Данској, у јужном делу државе. Град је у оквиру покрајине Јужне Данске, где са околним насељима чини једну од општина, Општину Сендерборг. Данас Сендерборг има око 27 хиљада становника у граду и око 76 хиљада у ширем градском подручју.

## Природни услови
Сендерборг се налази у јужном делу Данске, близу државне границе са Немачком, која се налази 12 километара југозападно од града. Од главног града Копенхагена, град је удаљен 220 километара југозападно.
Рељеф: Град Сендерборг се налази мањим делом у југоисточном делу данског полуострва Јиланд, а већим делом на њему блиском, мањем острву Алс. Подручје око града је равничарско. Надморска висина града креће се од 0 до 30 метара.
Клима: Клима у Сендерборгу је умерено континентална са утицајем Атлантика и Голфске струје.
Воде: Сендерборг се образовао на Алшком пролазу, који дели острво Алс од копна (Јиланда). Пролаз, широк око 200 м, дели град на већи, острвски и мањи, копнени део. Јужно од града се пружа Алшки залив.

## Историја
Подручје Сендерборга било је насељено још у доба праисторије. Данашње насеље основано је 1170. године. Насеље је добило градска права 1461. године.
У раздобљу 1867-1920. град је био у оквиру Пруске, а потом и Немачке.
И поред петогодишње окупације Данске (1940-45.) од стране Трећег рајха Сендерборг и његово становништво нису много страдали.

## Становништво
Данас Сендерборг има око 27 хиљада у градским границама и око 76 хиљада са околним насељима.
Етнички састав: Становништво Сендерборга је до пре пар деценија било било готово претежно етнички данско са малобројном немачком мањином. И данас су етнички Данци значајна већина, али мали део становништва су скорашњи усељеници.

## Збирка слика
- Стара лука у Сендерборгу
- Богородичина црква
- Сендерборшки замак
- Мост Кристијана X-ог Данског